# Jarkko Ruutu
Jarkko Samuli Ruutu (Vantaa, 23 agosto 1975) è un ex hockeista su ghiaccio finlandese.
Anche i fratelli Tuomo Ruutu e Mikko Ruutu sono o sono stati giocatori di hockey su ghiaccio. Inoltre Ruutu è cugino del cestista Hanno Möttölä.

## Palmarès

### Olimpiadi invernali
- Argento a Torino 2006
- Bronzo a Vancouver 2010

### Mondiali
- Argento a Svizzera 1998
- Argento a Germania 2001
- Argento a Russia 2007
- Bronzo a Lettonia 2006